# Richard Sonntag (Journalist)
Richard Sonntag (* 3. März 1957 in Regensburg) ist ein deutscher Journalist und Eventmanager.

## Werdegang
Nach dem Abitur 1978 studierte Richard Sonntag Rechtswissenschaft und machte 1986 ein Volontariat bei Radio Charivari in Regensburg. Bei dem Sender leitete er bis Ende 1988 die Nachrichtenredaktion. 1988 wurde er Redaktionsleiter bei Radio Gong. Von 1990 bis 1998 arbeitete Richard Sonntag als Redakteur und Reporter für sämtliche Info-Formate von RTL Television und berichtete aus der Kriegsregion Ex-Jugoslawien.[1] Für Center TV war er für die Formate Money Trend und Handelsblatt TV als Autor und für Cool Trend, Willy Bogners SnowShow als leitender Redakteur und Produzent tätig. Dabei bereiste er mit dem TV-Team und Willy Bogner viele Skidestinationen weltweit, um die Faszination des Wintersports zu zeigen. Von 2000 bis 2002 zeichnete Sonntag für diverse Formate von Beta Business / Kirch Media verantwortlich.
Richard Sonntag arbeitet auch als Eventmanager. In dieser Funktion verantwortete er zusammen mit Tobias Kuner die Eröffnungsshow der Alpinen Ski-WM 2001 in St. Anton am Arlberg, die Medal Plaza der Alpinen Ski-WM 2013 in Schladming und die jährlichen Opening Shows des Österreichischen Skiverbandes. 2017 produzierte er zusammen mit Tobias Kuner die  Eröffnungs- und Schlussfeier der Special Olympics World Winter Games 2017 in Schladming und Graz als Executive Producer. Für die Eröffnung- und Schlussfeier sowie die Siegerehrungen bei Nordischen Ski-WM 2019 fungierte Sonntag ebenfalls als Produzent.
Bei ihren Shows treten hochkarätige Stars wie Kevin Costner, Arnold Schwarzenegger, Jason Mraz, Andreas Gabalier oder Helene Fischer auf.
Von Oktober 2015 bis September 2020 war Richard Sonntag Geschäftsführer der Sunday public media GmbH in Innsbruck.[2].
Seit September 2020 fungiert Richard Sonntag als Executive Producer für AB-Events mit Sitz in München und Innsbruck.
Richard Sonntag lebt und arbeitet in Innsbruck und München und hat einen Sohn mit Namen David.
| Personendaten    | Personendaten                         |
| ---------------- | ------------------------------------- |
| NAME             | Sonntag, Richard                      |
| KURZBESCHREIBUNG | deutscher Journalist und Eventmanager |
| GEBURTSDATUM     | 3. März 1957                          |
| GEBURTSORT       | Regensburg                            |